# Heracles inexpectatus
Heracles inexpectatus ist ein ausgestorbener, außergewöhnlich großer Papagei, dessen fossile Überreste in Schichten des frühen Miozäns auf der Südinsel Neuseelands am Manuherikia River in der Nähe der ehemaligen Bergarbeiterstadt Saint Bathans in der Region Otago gefunden wurden.

## Etymologie
Der Name der Gattung verweist auf den griechischen Sagenhelden Herakles. Er wurde in Anlehnung an eine Sage gewählt, in der Herakles Neleus und dessen Söhne tötete. Nach Neleus wiederum ist die kleinere fossile Papageiengattung Nelepsittacus benannt, die mit der heutigen Gattung der Nestorpapageien verwandt ist. Nestor ist in der Mythologie der einzige überlebende Sohn des Neleus.
Das Artepitheton inexpectatus (lateinisch für unerwartet) weist darauf hin, dass mit einem solchen Fund nicht gerechnet worden war.

## Beschreibung
Von Heracles inexpectatus sind als Holotypus nur ein fast vollständiger linker Tibiotarsus, dem allerdings die Enden fehlen, und als Paratypus ein etwas kürzerer, dazu passender rechter Tibiotarsus bekannt. Diese großen und kräftig gebauten Knochen wurden erst für Überreste eines Greifvogels gehalten. Bei einer genaueren Untersuchung wurden aber mehrere Autapomorphien gefunden, die die Zuordnung zu einem Papageien erlauben: So ist der Sulcus extensorius, eine als Muskelansatz dienende Rinne, nahe der Mitte des Tibiotarsus gelegen; dieser weitet sich zum distalen (körperfernen) Ende asymmetrisch und ist craniocaudal (also in Kopf-Schwanz-Richtung) deutlich abgeflacht; ein Knochensteg am unteren Gelenkende (Pons supratendineus) ist ausgebildet, horizontal ausgerichtet und reduziert und große, deutliche Ansatznarben für das transversale Ligament sind vorhanden, wobei die distolaterale Narbe körpernäher als die Pons liegt. Während diese Merkmale eine Zuordnung zu den Papageien (Psittaciformes) erlauben, ist eine genauere systematische Einordnung nicht möglich, eine Verwandtschaft mit den neuseeländischen Strigopidae aber wahrscheinlich, wobei eine größere Ähnlichkeit zum Kakapo als zu den Nestorpapageien (Nestor) besteht.
Insgesamt ist vom Unterschenkel des Holotypus eine Länge von 161 mm vorhanden, bei einem minimalen Umfang von 35,8 mm, wobei der Knochen ähnliche Proportionen wie der Tibiotarsus des schwersten bekannten lebenden Papageis, des flugunfähigen Kakapo, besitzt. Der Vergleich mit anderen Vogelarten lässt für Heracles inexpectatus auf ein Gewicht von etwa 7 kg und eine Größe von etwa einem Meter schließen. Dies ist etwa das Doppelte dessen, was Kakapos erreichen, weshalb für Heracles inexpectatus auch eine an den Boden gebundene Lebensweise vermutet wird.

## Lebensraum
Die Tibiotarsi von Heracles inexpectatus sind die größten bisher für die Saint-Bathans-Fauna gefundenen fossilen Überreste, wo Fossilien über 10 cm äußerst selten sind. Trotzdem wurden hier Überreste anderer großer, für die neuseeländische Fauna typischer Vögel, nachgewiesen, darunter Moas, Aptornis, ein Adler und große Entenvögel. Daneben kamen mehrere kleinere Papageien der Gattung Nelepsittacus und eine Papageienart von der Größe des Kea (Nestor notabilis) vor. Bei Heracles inexpectatus handelt es sich um die erste bekannte riesenwüchsige Papageienart. In Interviews haben die Beschreiber der Art vermutet, dass sie flugunfähig war und sich überwiegend von Früchten und Samen ernährt habe, auf Grund ihrer Größe und Kraft aber auch kleine Tiere oder Aas als Nahrung hätte nutzen können, ähnlich wie dies von Keas bekannt ist.